# نهر أداباي
نهر أداباي هو نهر في وسط إثيوبيا، والذي هو وبجانب نهر وانشيت قاما بتحديد منطقة مارا بيتي السابقة.
تشمل روافده نهر تشاتشا ونهر بيريسا وثلاثة مجاري أخرى تلتقى معًا في وادً عميق.
يعتبر نهر أداباي من أنهار حوض النيل.

## أنظر أيضًا
نهر النيل
قائمة أنهار إثيوبيا
النيل الأزرق